# Тилламук
Тилламук (Tillamook) - мёртвый индейский язык, который принадлежит прибрежно-салишской ветви салишской языковой семье, на котором раньше говорил народ тилламук, проживающий на северо-западе штата Орегон в США. Последний носитель языка умер в 1970 году. В настоящее время народ говорит на английском языке.